# بيت الجدرة (الشغادرة)

تعديل مصدري - تعديل

بيت الجدرة هي إحدى قرى عزلة المسواح بمديرية الشغادرة التابعة لمحافظة حجة، بلغ تعداد سكانها 356 نسمة حسب تعداد اليمن لعام 2004.